# 龚梓材
龚梓材，湖北鄂城人（今湖北省鄂州市），是一名民国时期的政治人物。龚梓材曾于1920年9月10日接替曹刚出任福建省莆田县县知事一职，同年由李鸿筹接任。1924年8月接替江古怀担任古田县县知事，1925年5月由沈镜元接任。